# Hans Walter König
Hans Walter König (geboren 1921 in Halle; gestorben am 9. Juni 2009 in Bad Kissingen) war ein deutscher Kommunalpolitiker der CDU. Von 1981 bis 1991 war er Erster Bürgermeister der Stadt Hannover und Stellvertreter des damaligen  Oberbürgermeisters  Herbert Schmalstieg.

## Leben
Hans Walter König war von Beruf Mediziner und gehörte von 1972 bis 1991 dem Rat der Stadt Hannover an. 1981 wurde er zum (ehrenamtlichen) Bürgermeister der Stadt und ersten Stellvertreter des (ehrenamtlichen) Oberbürgermeisters und Ratsvorsitzenden Herbert Schmalstieg gewählt. 1991 schied er aus dem Amt und dem Rat aus. Hans Walter König war als Bürgermeister Mitglied des Verwaltungsausschusses der Stadt Hannover. Zudem war er unter anderem Vorsitzender des Gesundheitsausschusses und des Sportausschusses. Er wirkte in den Beiräten der Medizinischen Hochschule Hannover und der Kinderheilanstalt. 

## Ehrungen
- 1974: Bundesverdienstkreuz
- Verdienstkreuz 1. Klasse des Niedersächsischen Verdienstordens
- Ehrenring des Rates der Stadt Hannover